# Iker Benito Sánchez
Iker Benito Sánchez (nascut el 10 d'agost de 2002) és un futbolista professional espanyol que juga com a lateral dret al CA Osasuna.

## Carrera professional
Nascut a Miranda de Ebro, Burgos, Castella i Lleó, Benito es va incorporar a les categories inferiors del CA Osasuna el 2018, després d'un període de prova a l'Athletic Club, procedent del CD Pamplona. El 13 de maig de l'any següent, va signar un contracte professional de dos anys amb l'antic club, amb una opció per a dues temporades més.
Benito va ascendir a el filial el maig de 2020, i va debutar com a sènior el 25 d'octubre, entrant com a substitut a la segona part en una derrota per 2-0 a la Segona Divisió B contra el CD Tudelano. Va marcar el seu primer gol com a sènior el 25 de setembre de 2021, aconseguint el segon gol del B en una victòria per 2-0 a fora de casa contra l'AD San Juan al campionat de la Segona Divisió RFEF.
Benito va debutar amb el primer equip –i a la Lliga– el 19 de gener de 2022, substituint el seu company juvenil Kike Barja en una derrota per 2-0 contra el RC Celta de Vigo. El 24 de juny, va renovar el seu contracte fins al 2025.
L'1 de juliol de 2023, Benito va ser cedit al FC Andorra de Segona Divisió per a la temporada. Va tornar als Rojillos aproximadament un any després, però va fitxar pel CD Mirandés també amb un contracte temporal el 2 de gener de 2025, després de ser utilitzat poques vegades.